# 福冨博
福冨博（日语：／ Fukutomi Hiroshi，舊名：福富 博（日文讀音相同），1950年7月25日—），日本男性動畫師、動畫演出家、動畫導演。出身於高知縣。他的妻子是動畫師福富和子。

## 來歷、人物
福冨博從東京設計師學院動畫科（現東京網路傳輸學校）退學之後，加入A Production（現SHIN-EI動畫）。1982年，他與《怪物小王子 (1980年版)》的真田芳房、本多敏行、森真琴共同創立了動畫製作公司「動物屋（現Eclat Animal）」。主要活躍於STUDIO COMET作品。
他製作的開場動畫有許多獨特的效果，例如大量使用動態背景影片、刻意隱藏人物臉部等。

## 參加作品

### 電視動畫
1971年
- 魯邦三世 (TV第1系列)（—1972年，動畫）

1972年
- 赤胴鈴之助（—1973年，動畫）
- 根性青蛙（—1974年，動畫）

1973年
- 魔投手（—1974年，動畫、分鏡）

1974年
- 柔道讚歌（日语：柔道讃歌）（演出）
- 山林小獵人 (1974年版)（—1976年，編劇、演出）

1975年
- 元祖天才傻鵬（日语：元祖天才バカボン）（—1977年，演出）

1976年
- 大飯桶（日语：ドカベン）（—1979年，分鏡）
- 漫畫日本昔話（日语：まんが日本昔ばなし）（—1979年，演出）

1977年
- 好小子（日语：おれは鉄兵）（分鏡）
- 野球狂之詩（日语：野球狂の詩）（1演出）

1978年
- （導演）

1979年
- 哆啦A夢 (1979年版)（—2005年，導演（工作人員字幕未顯示）、演出、第1期OP分鏡、第2期OP分鏡）

1980年
- 怪物小王子 (1980年版)（—1982年，導演）

1982年
- SPACE COBRA（—1983年，分鏡）
- 猿飛小忍者（日语：さすがの猿飛）（—1984年，分鏡）
- 高爾夫頑童猿丸（導演（特別節目））

1983年
- 貓♥眼（—1984年，演出）

1984年
- GALACTIC PATROL 銀河戰士（—1985年，首席導演）

1985年
- 新好小子（日语：あした天気になあれ (漫画)）（分鏡）
- 高校！奇面組（日语：ハイスクール!奇面組）（—1987年，導演）

1987年
- 之後頓珍漢（日语：ついでにとんちんかん）（—1988年，OP動畫、ED動畫）

1988年
- 名門！第三野球部（日语：名門!第三野球部）（—1989年，首席導演）
- 美味大挑戰（—1989年，分鏡）
- 麵包超人（1988年—，分鏡、演出）

1990年
- 八百八町表裏 化妝師（日语：八百八町表裏 化粧師）（—1991年，分鏡、演出）
- YAWARA！（—1992年，分鏡、演出）

1992年
- 妙廚老爹（—1995年，分鏡）
- 餓狼傳說（監修）
- 小小男子漢（—1994年，分鏡、演出）

1993年
- 龍虎之拳（導演）

1994年
- 足球小將翼J（—1995年，導演）
- DNA²（分鏡）

1995年
- 小紅豆（—1998年，分鏡）

1996年
- 水色時代（—1997年，分鏡、演出）

1997年
- 妖精狩獵者II（導演）

1998年
- 時空偵探建次君（—1999年，導演）
- 機器人播音員 MAICO2010（日语：MAICO2010）（分鏡、演出）

1999年
- 仙魔大戰2000 凶惡魔篇（日语：ビックリマン2000）（—2001年，導演）

2000年
- 哈姆太郎（—2006年，分鏡）

2001年
- 戀愛占卜師（—2002年，分鏡、演出）
- 百變海盜王（日语：仰天人間バトシーラー）（—2002年，分鏡）
- 忍者亂太郎（2001年、2005年、2007年，分鏡）

2002年
- 哨聲響起（導演）
- 真·女神轉生 惡魔之子 光之書&闇之書（—2003年，分鏡、演出）

2003年
- 天使的尾巴Chu！（分鏡、演出）
- 貓吉爾劇場（日语：ねこぢるうどん）（導演）

2004年
- 怪傑佐羅力（分鏡）
- 棉花糖樂園（導演）
- 奇幻兒童（—2005年，分鏡[2]）

2005年
- 植木的法則（—2006年，分鏡）
- 涼風（導演）
- 奇域大冒險（—2006年，分鏡）

2006年
- 妖怪人間貝姆 (2006年版)（分鏡、演出）
- 甦醒的天空 -RESCUE WINGS-（日语：よみがえる空 -RESCUE WINGS-）（分鏡）
- xxxHOLiC（分鏡）
- 守護！蘿莉波普（日语：まもって!ロリポップ）（分鏡）
- Happiness！（分鏡、演出、OP分鏡&演出）
- 不平衡抽籤（分鏡）
- RGB ADVENTURE（日语：RGBアドベンチャー）（分鏡）
- 旋風卡 陶藝家 猴太（日语：パッタ ポッタ モン太）（分鏡）

2007年
- 名偵探柯南（構成、分鏡）
- 戀愛情結（演出）
- 花鈴的魔法戒（分鏡）
- 怪物王女（分鏡）

2008年
- 野良耳（日语：のらみみ）（分鏡、演出）
- GUNSLINGER GIRL -IL TEATRINO-（分鏡）
- 骷髏13 (2008年版)（分鏡）
- xxxHOLiC◆繼（分鏡）
- 二十面相少女（分鏡）
- 伯爵與妖精（分鏡）
- 野良耳2（日语：のらみみ）（分鏡、演出）
- 遊☆戲☆王5D's（—2011年，分鏡）

2009年
- 大正野球娘。（分鏡）
- 三國演義（分鏡）[注 2]

2010年
- 寶石寵物 Twinkle☆（分鏡）
- 花樣河童（日语：はなかっぱ）（2010年—，分鏡）

2012年
- 故鄉再生 日本昔話（日语：ふるさと再生 日本の昔ばなし）（分鏡、演出）
- 能量獸之戰獸旋戰鬥（分鏡）

2013年
- 現視研 二代目（分鏡）

2014年
- 未來卡片 戰鬥夥伴（分鏡）
- 閃爍的青春（分鏡）

2015年
- Baby Steps ～網球優等生～ (第2系列)（分鏡、演出）

2016年
- 排球少年!! Second Season（分鏡）

2017年
- 風夏（分鏡）
- 故鄉巡禮 日本昔話（日语：ふるさとめぐり 日本の昔ばなし）（分鏡、演出）

### 電影動畫
1970年
- 巨人之星：宿命的對決（動畫）

1972年
- 熊貓家族（動畫）

1973年
- 熊貓家族 下雨天的馬戲團之卷（動畫）

1980年
- 哆啦A夢：大雄的恐龍（導演）

1981年
- 怪物小王子：怪物樂園的招待（導演）

1982年
- 怪物小王子：惡魔的劍（導演）

1984年
- 劇場版 超人洛克（日语：超人ロック）（導演）

1985年
- 企鵝記憶幸福故事（日语：ペンギンズ・メモリー 幸福物語）（分鏡）

1986年
- 劇場版 高校！奇面組（日语：ハイスクール!奇面組#劇場版）（導演）

1997年
- 劇場版 森林大帝（分鏡）

### OVA
1988年
- 銀河英雄傳說（分鏡）

1990年
- 聖未加江羅學院漂流記（日语：聖ミカエラ学園漂流記）（導演）

1993年
- 銃夢（導演）

1995年
- 美幸夢遊仙境（日语：不思議の国の美幸ちゃん）（分鏡）

1998年
- 教科書沒教的事！（分鏡）

2006年
- 現視研（分鏡）

2012年
- 華麗一族 活動電影攝影機（—2013年，OP分鏡、ED分鏡）

## 腳註

## 相關項目
- 日本動畫師列表（日语：アニメ関係者一覧）